# Antonio Feltrinelli
Antonio Feltrinelli (Milano, 1887 – Gargnano, 1942) è stato un imprenditore italiano.

## Biografia
Assunse la direzione della Società Fratelli Feltrinelli, un'autorità nel commercio e nella lavorazione del legname, imprimendole anche una spiccata natura finanziaria. Nel 1935 creò nuove società industriali, la Masonite Feltrinelli (con stabilimenti a Bolzano e Cremona) e l'Alecta, oltre che la Banca Unione.
Alla sua morte lasciò un grande patrimonio all'Accademia d'Italia per istituire dei premi alla stregua del Nobel.
Nel dopoguerra nel 1949 il fondo assunse la denominazione "Fondazione Antonio Feltrinelli" e trasferita all'Accademia dei Lincei che istituì con quei fondi il premio Feltrinelli, nelle categorie Scienze morali e storiche; Scienze fisiche, matematiche e naturali; Lettere; Arti; Medicina.